# Deutsche Meisterschaften im Eisschnelllauf 1993

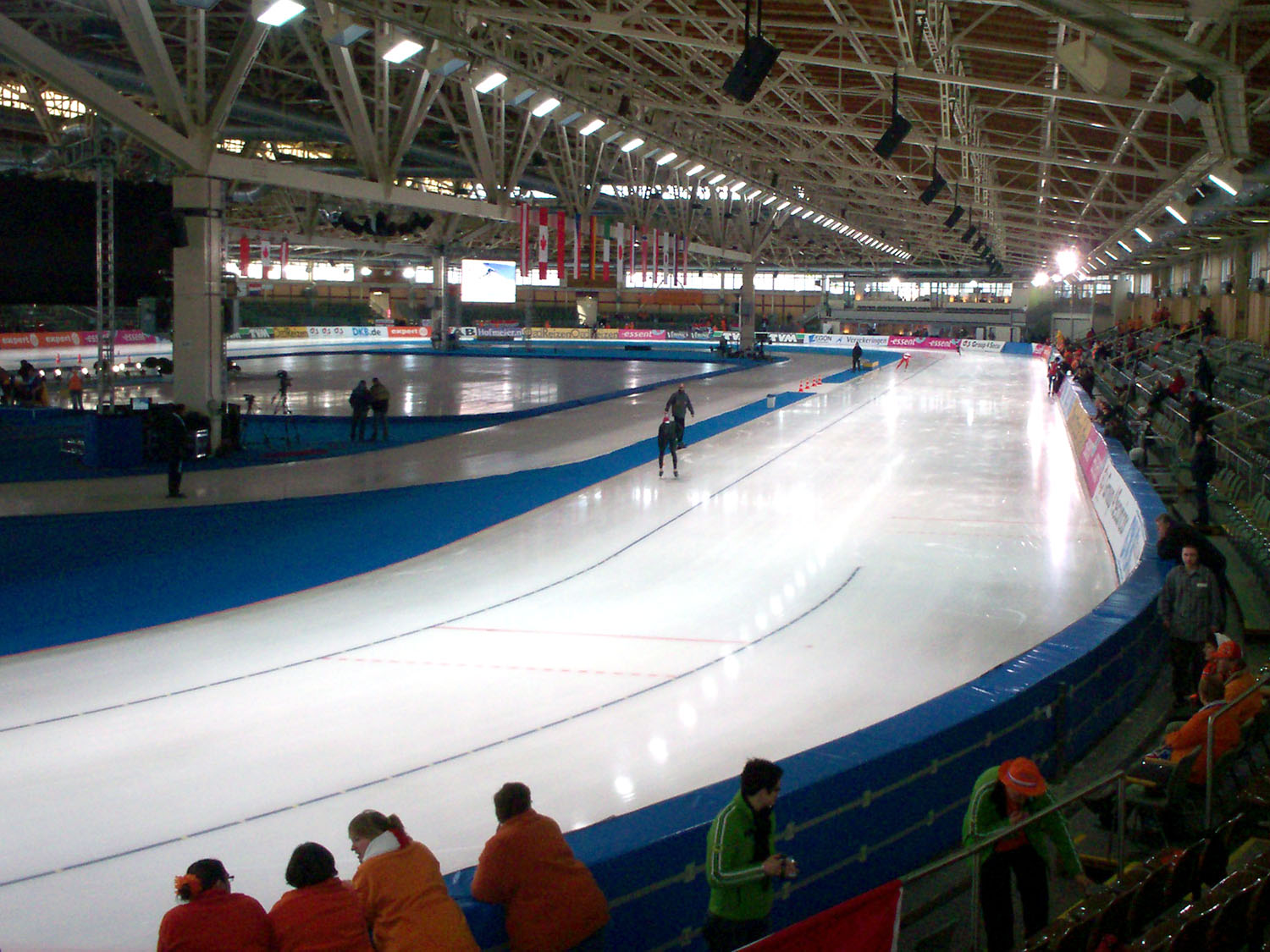
Sportforum Berlin-Hohenschönhausen fanden die Allround-Mehrkampfmeisterschaft statt

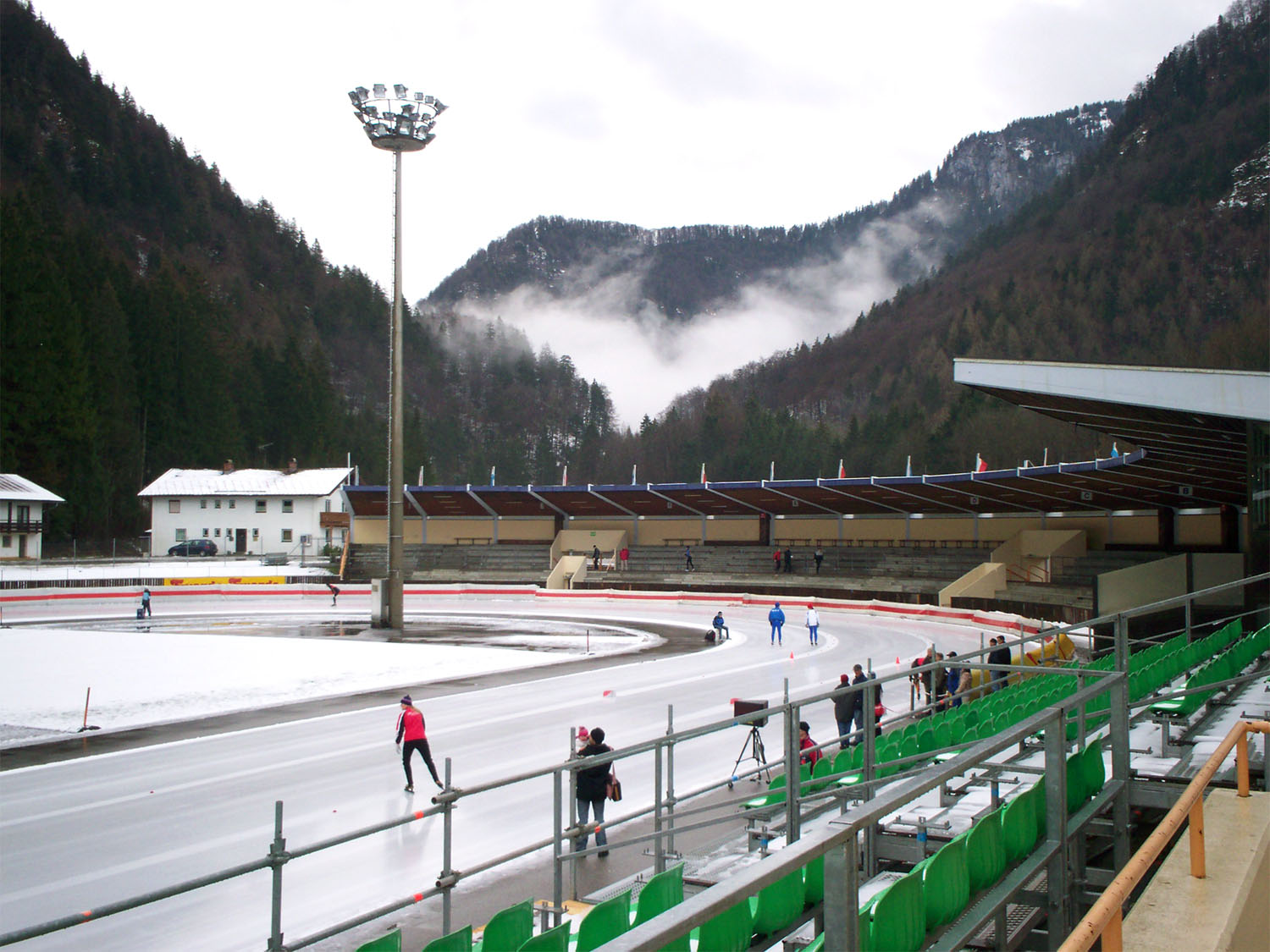
Ludwig-Schwabl-Stadion fanden die Einzelstrecken-Meisterschaft statt

Die Deutschen Meisterschaften im Eisschnelllauf 1993 im Allround-Mehrkampf fanden am 18. und 20. Dezember 1992 in Berlin im Sportforum Hohenschönhausen, die im Sprint-Mehrkampf fanden am 13. und 14. Februar 1993 in München im Eisstadion am Ostpark, die Einzelstrecken fanden am 20. und 21. Februar 1993 in Inzell im Ludwig-Schwabl-Stadion statt.

## Teilnehmer und Informationen
| 11 Vereine |
| --- |
| - Eissportclub Erfurt (ECE) - Sportclub Berlin (SCB) - Berliner Schlittschuhclub von 1893 (BSC) - Berliner Turn- und Sportclub (TSC) - Eissportclub Dresden (ECD) - Eissport Verein Chemnitz (EVC) - Eislaufverein Olympia Mainz (OLM) - DEC “Frillensee” Inzell (DEC) - Eisschnelllauf-Club-Grefrath 1992 (ECG) - Eissportverein Landshut (EVL) - Olympischer Eisschnellauf-Club Frankfurt (OEC) |
| Deutsche Meisterschaften |
| - Allround-Mehrkampf: 7 Frauen und 16 Männer 5 Strecken (500 m, 5000 m, 1500 m, 10.000 m, 3000 m) - Sprint-Mehrkampf: 10 Frauen und 14 Männer 2 Strecken (500 m, 1000 m) - Einzelstrecken: 8 Frauen und 23 Männer 7 Strecken (500 m, 1500 m, 5000 m, 10.000 m Massenstart, 100 m, 300 m, Staffellauf)                                                                                             |
| Rekorde (alle Meisterschaften zusammen) |
| - Bahnrekord: (4 ×) - Saisonbestzeit: (81 ×) |

## Frauen

### Allround-Mehrkampf
| Rang | Athletin                                             | 500 Meter   | 3000 Meter      | 1500 Meter      | 5000 Meter      | Gesamt  |
| ---- | ---------------------------------------------------- | ----------- | --------------- | --------------- | --------------- | ------- |
| 1    | Heike Warnicke (Eissportclub Erfurt)                 | 43.33 s (4) | 4:28.47 min (1) | 2:09.09 min (1) | 7:35.20 min (1) | 176.625 |
| 2    | Claudia Pechstein (Sportclub Berlin)                 | 43.74 s (5) | 4:33.50 min (2) | 2:13.25 min (3) | 7:53.41 min (3) | 181.081 |
| 3    | Ulrike Adeberg (Berliner Turn- und Sportclub)        | 42.77 s (2) | 4:39.35 min (4) | 2:10.89 min (2) | 8:01.93 min (4) | 181.151 |
| 4    | Anja Mischke (Berliner Schlittschuhclub von 1893)    | 43.80 s (6) | 4:38.38 min (3) | 2:14.16 min (4) | 7:52.07 min (2) | 182.123 |
| 5    | Stefanie Teeuwen (Eisschnelllauf-Club-Grefrath 1992) | 43.85 s (7) | 4:47.80 min (5) | 2:15.68 min (5) | 8:10.82 min (5) | 186.125 |
| 6    | Gunda Niemann (Eissportclub Erfurt)                  | 41.75 s (1) |                 |                 |                 | n/a     |
| 7    | Jacqueline Börner (Berliner Turn- und Sportclub)     | 43.11 s (3) |                 |                 |                 | n/a     |

### Sprint-Mehrkampf
| Rang | Athletin                                         | 500 Meter (1. Lauf) | 1000 Meter (1. Lauf) | 500 Meter (2. Lauf) | 1000 Meter (2. Lauf) | Gesamt  |
| ---- | ------------------------------------------------ | ------------------- | -------------------- | ------------------- | -------------------- | ------- |
| 1    | Anke Baier (Eissportclub Erfurt)                 | 41.99 s (2)         | 1:24.57 min (1)      | 42.14 s (2)         | 1:24.89 min (1)      | 168.860 |
| 2    | Monique Garbrecht (Berliner Turn- und Sportclub) | 42.19 s (4)         | 1:25.07 min (3)      | 41.89 s (1)         | 1:25.10 min (2)      | 169.165 |
| 3    | Sabine Völker (Eissportclub Erfurt)              | 42.05 s (3)         | 1:24.95 min (2)      | 42.16 s (3)         | 1:26.52 min (4)      | 169.945 |
| 4    | Ulrike Adeberg (Berliner Turn- und Sportclub)    | 42.74 s (5)         | 1:25.09 min (4)      | 43.25 s (5)         | 1:26.41 min (3)      | 171.740 |
| 5    | Jacqueline Börner (Berliner Turn- und Sportclub) | 43.14 s (7)         | 1:25.68 min (6)      | 43.41 s (6)         | 1:28.62 min (6)      | 173.700 |
| 6    | Christina Zummack (Sportclub Berlin)             | 43.13 s (6)         | 1:28.87 min (9)      | 42.64 s (4)         | 1:28.18 min (5)      | 174.295 |
| 7    | Anja Mischke (Berliner Schlittschuhclub)         | 44.36 s (9)         | 1:28.62 min (8)      | 44.22 s (7)         | 1:29.35 min (7)      | 177.565 |
| 8    | Yvonne Pöschmann (Eissport Verein Chemnitz)      | 44.69 s (10)        | 1:30.34 s (10)       | 45.00 s (8)         | 1:31.77 min (8)      | 180.745 |
| NC   | Franziska Schenk (Eissportclub Erfurt)           | 41.85 s (1)         | 1:25.29 min (5)      |                     |                      | n/a     |
| NC   | Marion Wohlrab (Eissport-Club Pfaffenhofen)      | 43.14 s (7)         | 1:26.38 min (7)      |                     |                      | n/a     |

### Einzelstrecken

#### 100 Meter
| Rang | Athletin                                | Zeit    |
| ---- | --------------------------------------- | ------- |
| 1    | Sabine Völker (Eissportclub Erfurt)     | 11.10 s |
| 2    | Anke Baier (Eissportclub Erfurt)        | 11.31 s |
| 3    | Katrin Klaus (Eissport Verein Chemnitz) | 11.31 s |

#### 300 Meter
| Rang | Athletin                                      | Zeit    |
| ---- | --------------------------------------------- | ------- |
| 1    | Sabine Völker (Eissportclub Erfurt)           | 26.90 s |
| 2    | Anke Baier (Eissportclub Erfurt)              | 26.99 s |
| 3    | Ulrike Adeberg (Berliner Turn- und Sportclub) | 27.11 s |
| 4    | Katrin Klaus (Eissport Verein Chemnitz)       | 27.65 s |
| 5    | Antje Bruske (Eissportclub Erfurt)            | 28.10 s |
| 6    | Constanze Müller (Eissport Verein Chemnitz)   | 28.42 s |

#### 500 Meter
| Rang | Athletin                                      | Zeit    |
| ---- | --------------------------------------------- | ------- |
| 1    | Sabine Völker (Eissportclub Erfurt)           | 42.25 s |
| 2    | Anke Baier (Eissportclub Erfurt)              | 42.30 s |
| 3    | Gunda Niemann (Eissportclub Erfurt)           | 42.43 s |
| 4    | Ulrike Adeberg (Berliner Turn- und Sportclub) | 42.82 s |
| 5    | Katrin Klaus (Eissport Verein Chemnitz)       | 43.74 s |
| 6    | Antje Bruske (Eissportclub Erfurt)            | 44.10 s |
| 7    | Heike Warnicke (Eissportclub Erfurt)          | 44.55 s |
| 8    | Constanze Müller (Eissport Verein Chemnitz)   | 45.07 s |

#### 1500 Meter
| Rang | Athletin                                      | Zeit        |
| ---- | --------------------------------------------- | ----------- |
| 1    | Gunda Niemann (Eissportclub Erfurt)           | 2:09.05 min |
| 2    | Heike Warnicke (Eissportclub Erfurt)          | 2:10.53 min |
| 3    | Ulrike Adeberg (Berliner Turn- und Sportclub) | 2:11.71 min |
| 4    | Antje Bruske (Eissportclub Erfurt)            | 2:15.22 min |
| 5    | Katrin Klaus (Eissport Verein Chemnitz)       | 2:20.74 min |
| 6    | Constanze Müller (Eissport Verein Chemnitz)   | 2:23.89 min |

## Männer

### Allround-Mehrkampf
| Rang | Athlet                                                            | 500 Meter    | 5000 Meter       | 1500 Meter       | 10.000 Meter      | Gesamt  |
| ---- | ----------------------------------------------------------------- | ------------ | ---------------- | ---------------- | ----------------- | ------- |
| 1    | Markus Tröger (Deutschen Eisschnelllauf-Club „Frillensee“ Inzell) | 40.70 s (12) | 7:09.48 min (1)  | 1:59.45 min (1)  | 14:52.40 min (3)  | 168.084 |
| 2    | Uwe Tonat (Sportclub Berlin)                                      | 40.38 s (9)  | 7:13.97 min (3)  | 2:00.49 min (4)  | 14:50.29 min (2)  | 168.454 |
| 3    | Frank Dittrich (Eissport Verein Chemnitz)                         | 40.65 s (11) | 7:10.05 min (2)  | 2:01.62 min (7)  | 14:47.84 min (1)  | 168.587 |
| 4    | Rudolf Jeklic (Deutschen Eisschnelllauf-Club „Frillensee“ Inzell) | 40.01 s (6)  | 7:16.19 min (4)  | 2:01.14 min (5)  | 14:52.83 min (4)  | 168.650 |
| 5    | Michael Spielmann (Berliner Turn- und Sportclub)                  | 39.58 s (4)  | 7:23.78 min (9)  | 2:01.3 min6 (6)  | 15:14.52 min (7)  | 170.137 |
| 6    | Thomas Kumm (Sportclub Berlin)                                    | 39.13 s (2)  | 7:23.18 min (7)  | 2:00.02 min (3)  | 15:38.26 min (10) | 170.367 |
| 7    | Cor Jan Smulders (Eisschnelllauf-Club-Grefrath 1992)              | 40.86 s (13) | 7:23.69 min (8)  | 2:02.21 min (8)  | 15:12.76 min (6)  | 171.593 |
| 8    | Rene Künstler (Eissport Verein Chemnitz)                          | 40.87 s (14) | 7:29.05 min (11) | 2:03.40 min (13) | 15:10.26 min (5)  | 172.421 |
| 9    | Dirk Sonnenfeld (Eissport Verein Chemnitz)                        | 40.06 s (7)  | 7:26.00 min (10) | 2:04.38 min (14) | 15:27.19 min (8)  | 172.479 |
| 10   | Nicol Schmidt (Eisschnelllauf-Club-Grefrath 1992)                 | 39.61 s (5)  | 7:30.43 min (12) | 2:02.62 min (9)  | 15:46.02 min (11) | 172.827 |
| 11   | Olaf Kotva (Deutschen Eisschnelllauf-Club „Frillensee“ Inzell)    | 41.79 s (16) | 7:22.05 min (6)  | 2:05.08 min (15) | 15:30.31 min (9)  | 174.203 |
| NC   | Peter Adeberg (Berliner Turn- und Sportclub)                      | 38.61 s (1)  | 7:52.97 min (16) | 1:58.05 min (1)  |                   | n/a     |
| NC   | Hans-Willi Heitzer (Eisschnelllauf-Club-Grefrath 1992)            | 40.55 s (10) | 7:43.68 min (14) | 2:02.75 min (10) |                   | n/a     |
| NC   | Michael Künzel (Sportclub Berlin)                                 | 39.51 s (3)  | 7:45.47 min (15) | 2:02.98 min (11) |                   | n/a     |
| NC   | René Taubenrauch (Eissportclub Erfurt)                            | 41.39 s (15) | 7:19.96 min (5)  | 2:03.38 min (12) |                   | n/a     |
| NC   | Uwe Kurze (Eissportclub Erfurt)                                   | 40.23 s (8)  | 7:35.23 min (13) | 2:05.83 min (16) |                   | n/a     |

### Sprint-Mehrkampf
| Rang | Athlet                                             | 500 Meter (1. Lauf) | 1000 Meter (1. Lauf) | 500 Meter (2. Lauf) | 1000 Meter (2. Lauf) | Gesamt  |
| ---- | -------------------------------------------------- | ------------------- | -------------------- | ------------------- | -------------------- | ------- |
| 1    | Jörg Wichmann (Sportclub Berlin)                   | 38.57 s (3)         | 1:17.20 min (1)      | 38.57 s (1)         | 1:17.65 min (1)      | 154.565 |
| 2    | Matthias Pfeiffer (Eissportclub Erfurt)            | 38.42 s (2)         | 1:17.43 min (2)      | 38.59 s (4)         | 1:17.98 min (2)      | 154.715 |
| 3    | Lars Funke (Eissportclub Erfurt)                   | 38.59 s (4)         | 1:18.27 min (4)      | 38.57 s (1)         | 1:18.27 min (4)      | 155.430 |
| 4    | Uwe Streb (Eissportverein Landshut)                | 38.85 s (5)         | 1:18.03 min (3)      | 38.73 s (5)         | 1:18.17 min (3)      | 155.680 |
| 5    | Timo Jankowski (Eislaufverein Olympia Mainz)       | 38.16 s (1)         | 1:19.18 min (8)      | 38.57 s (1)         | 1:19.89 min (9)      | 156.065 |
| 6    | Stefan Harnisch (Eissportclub Dresden)             | 38.90 s (6)         | 1:18.80 min (5)      | 39.00 s (6)         | 1:19.27 min (5)      | 156.935 |
| 7    | André Sobeck (Sportclub Berlin)                    | 38.99 s (8)         | 1:19.51 min (9)      | 39.28 s (8)         | 1:20.75 min (12)     | 158.400 |
| 8    | Michael Spielmann (Berliner Turn- und Sportclub)   | 39.76 s (9)         | 1:18.88 min (6)      | 40.21 s (12)        | 1:19.29 s (6)        | 159.055 |
| 9    | Silvio Mitko (Eissportclub Dresden)                | 38.91 s (7)         | 1:20.75 min (13)     | 39.47 s (9)         | 1:22.12 min (13)     | 159.815 |
| 10   | Michael Künzel (Sportclub Berlin)                  | 39.82 s (11)        | 1:20.12 min (11)     | 40.00 min (10)      | 1:19.88 min (8)      | 159.820 |
| 11   | Ryszard Rzadki (Eisschnelllauf-Club-Grefrath 1992) | 39.78 s (10)        | 1:20.37 min (12)     | 40.21 s (12)        | 1:20.36 min (11)     | 160.355 |
| 12   | Uwe Kurze (Eissportclub Dresden)                   | 40.21 s (13)        | 1:20.11 min (10)     | 40.36 s (14)        | 1:20.08 min (10)     | 160.665 |
| 13   | Sascha Gleitsmann (Eissport Verein Chemnitz)       | 39.95 s (12)        | 1:25.03 min (14)     | 40.16 s (11)        | 1:24.25 min (14)     | 164.750 |
| NC   | Gordon Reyes-Loredo (Eissport Verein Chemnitz)     | dnf                 | 1:18.95 min (7)      | 39.03 s (7)         | 1:19.52 min (7)      | n/a     |

### Einzelstrecken

#### 100 Meter
| Rang | Athlet                                       | Zeit    |
| ---- | -------------------------------------------- | ------- |
| 1    | Timo Jankowski (Eislaufverein Olympia Mainz) | 10.03 s |
| 2    | Gordon Reyes-Loredo (Eissportclub Erfurt)    | 10.26 s |
| 3    | Stefan Harnisch (Eissportclub Dresden)       | 10.43 s |

#### 300 Meter
| Rang | Athlet                                             | Zeit    |
| ---- | -------------------------------------------------- | ------- |
| 1    | Timo Jankowski (Eislaufverein Olympia Mainz)       | 24.20 s |
| 2    | Gordon Reyes-Loredo (Eissportclub Erfurt)          | 24.44 s |
| 3    | Uwe Streb (Eissportverein Landshut)                | 24.71 s |
| 4    | Matthias Pfeiffer (Eissportclub Erfurt)            | 24.81 s |
| 5    | Stefan Harnisch (Eissportclub Dresden)             | 24.88 s |
| 6    | Uwe Kurze (Eissportclub Dresden)                   | 25.06 s |
| 7    | Silvio Mitko (Eissportclub Dresden)                | 25.49 s |
| 8    | Ryszard Rzadki (Eisschnelllauf-Club-Grefrath 1992) | 25.50 s |
|      | Sascha Gleitsmann (Eissport Verein Chemnitz)       | 25.50 s |
| 10   | Michael Künzel (Sportclub Berlin)                  | 25.61 s |
| 11   | Kay Knauer (Eissportclub Dresden)                  | 25.76 s |
| 12   | Jens Martin (Eissportclub Dresden)                 | 26.84 s |
| 13   | Olaf Kotva (DEC “Frillensee” Inzell)               | 27.43 s |

#### 500 Meter
| Rang | Athlet                                                 | Zeit    |
| ---- | ------------------------------------------------------ | ------- |
| 1    | Gordon Reyes-Loredo (Eissportclub Erfurt)              | 38.96 s |
| 2    | Stefan Harnisch (Eissportclub Dresden)                 | 39.21 s |
| 3    | Uwe Streb (Eissportverein Landshut)                    | 39.51 s |
| 4    | Ryszard Rzadki (Eisschnelllauf-Club-Grefrath 1992)     | 39.73 s |
| 5    | Sascha Gleitsmann (Eissport Verein Chemnitz)           | 39.77 s |
| 6    | Uwe Kurze (Eissportclub Dresden)                       | 40.02 s |
| 7    | Hans-Willi Heitzer (Eisschnelllauf-Club-Grefrath 1992) | 40.46 s |
| 8    | Nicol Schmidt (Eisschnelllauf-Club-Grefrath 1992)      | 40.47 s |
| 9    | Dirk Sonnenfeld (Eissport Verein Chemnitz)             | 40.80 s |
| 10   | Jörg Schieferdecker (Eissportclub Erfurt)              | 40.88 s |
| 11   | Michael Künzel (Sportclub Berlin)                      | 41.05 s |
| 12   | Kay Knauer (Eissportclub Dresden)                      | 41.12 s |
| 13   | Jens Martin (Eissportclub Dresden)                     | 41.71 s |
| 14   | Rene Künstler (Eissport Verein Chemnitz)               | 42.40 s |
| 15   | Alexander Baumgärtel (Sportclub Berlin)                | 42.44 s |
|      | Timo Jankowski (Eislaufverein Olympia Mainz)           | dnf     |

#### 1500 Meter
| Rang | Athlet                                                       | Zeit        |
| ---- | ------------------------------------------------------------ | ----------- |
| 1    | Cor Jan Smulders (Eisschnelllauf-Club-Grefrath 1992)         | 2:02.53 min |
| 2    | Uwe Kurze (Eissportclub Dresden)                             | 2:03.88 min |
| 3    | Nicol Schmidt (Eisschnelllauf-Club-Grefrath 1992)            | 2:03.91 min |
| 4    | Gordon Reyes-Loredo (Eissportclub Erfurt)                    | 2:04.93 min |
| 5    | Dirk Sonnenfeld (Eissport Verein Chemnitz)                   | 2:05.14 min |
| 6    | Ryszard Rzadki (Eisschnelllauf-Club-Grefrath 1992)           | 2:06.47 min |
| 7    | Alexander Baumgärtel (Sportclub Berlin)                      | 2:06.99 min |
| 8    | Michael Künzel (Sportclub Berlin)                            | 2:07.12 min |
| 9    | Hans-Willi Heitzer (Eisschnelllauf-Club-Grefrath 1992)       | 2:07.14 min |
| 10   | Andreas Schlosser (Olympischer Eisschnellauf-Club Frankfurt) | 2:08.85 min |
| 11   | Jens Martin (Eissportclub Dresden)                           | 2:12.88 min |

#### 5000 Meter
| Rang | Athlet                                                       | Zeit        |
| ---- | ------------------------------------------------------------ | ----------- |
| 1    | Alexander Baumgärtel (Sportclub Berlin)                      | 7:10.08 min |
| 2    | Rene Künstler (Eissport Verein Chemnitz)                     | 7:10.15 min |
| 3    | Dirk Sonnenfeld (Eissport Verein Chemnitz)                   | 7:10.21 min |
| 4    | Cor Jan Smulders (Eisschnelllauf-Club-Grefrath 1992)         | 7:16.97 min |
| 5    | Nicol Schmidt (Eisschnelllauf-Club-Grefrath 1992)            | 7:17.11 min |
| 6    | Olaf Kotva (DEC “Frillensee” Inzell)                         | 7:21.60 min |
| 7    | Hans-Willi Heitzer (Eisschnelllauf-Club-Grefrath 1992)       | 7:49.02 min |
| 8    | Torsten Piekarz (Berliner Turn- und Sportclub)               | 7:50.82 min |
| 9    | Andreas Schlosser (Olympischer Eisschnellauf-Club Frankfurt) | 7:50.93 min |
| 10   | Stefan Beilhack (DEC “Frillensee” Inzell)                    | 7:56.43 min |

#### 10.000 Meter Massenstart
| Rang | Athlet                                                       | Zeit         |
| ---- | ------------------------------------------------------------ | ------------ |
| 1    | Gordon Reyes-Loredo (Eissportclub Erfurt)                    | 15:11.51 min |
| 2    | Nicol Schmidt (Eisschnelllauf-Club-Grefrath 1992)            | n/a          |
| 3    | Dirk Sonnenfeld (Eissport Verein Chemnitz)                   | n/a          |
| 4    | Cor Jan Smulders (Eisschnelllauf-Club-Grefrath 1992)         | n/a          |
| 5    | Olaf Kotva (DEC “Frillensee” Inzell)                         | n/a          |
| 6    | Heike Warnicke (Eissportclub Erfurt)                         | n/a          |
| 7    | Alexander Baumgärtel (Sportclub Berlin)                      | n/a          |
| 8    | Rene Künstler (Eissport Verein Chemnitz)                     | n/a          |
| 9    | Andreas Schlosser (Olympischer Eisschnellauf-Club Frankfurt) | n/a          |
| 10   | Ryszard Rzadki (Eisschnelllauf-Club-Grefrath 1992)           | n/a          |
| 11   | Torsten Piekarz (Berliner Turn- und Sportclub)               | n/a          |

## Staffellauf
| Rang | Athlet/in | Zeit        |
| ---- | --- | ----------- |
| 1    | Heike Warnicke (Eissportclub Erfurt) Gordon Reyes-Loredo (Eissportclub Erfurt) Timo Jankowski (Eislaufverein Olympia Mainz)     | 1:42.09 min |
| 2    | Katrin Klaus (Eissport Verein Chemnitz) Sascha Gleitsmann (Eissport Verein Chemnitz) Dirk Sonnenfeld (Eissport Verein Chemnitz) | 1:42.34 min |
| 3    | Ulrike Adeberg (Berliner Turn- und Sportclub) Michael Künzel (Sportclub Berlin) Alexander Baumgärtel (Sportclub Berlin)         | 1:44.40 min |